# Бежунчани

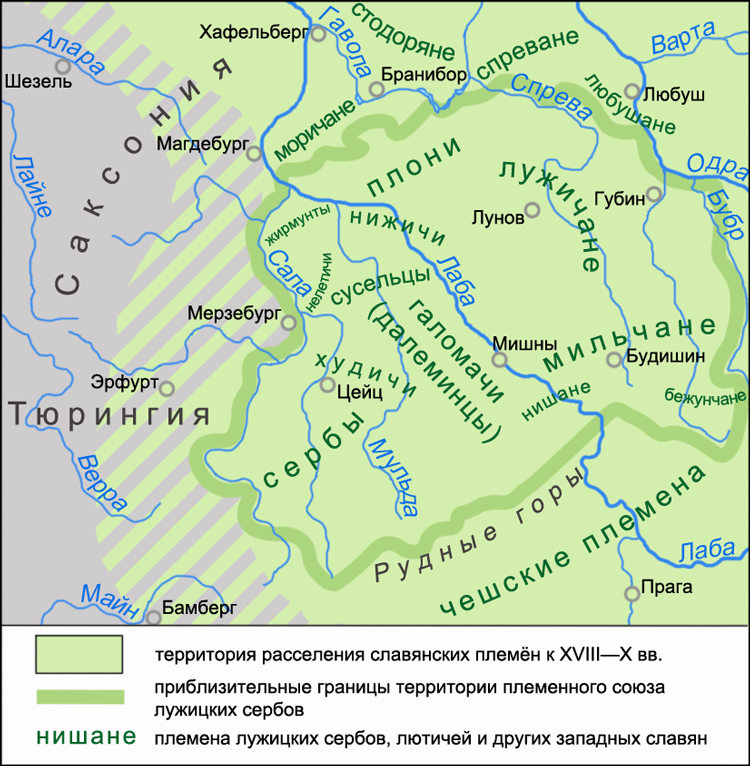
Плем'я бежунчани на карті

Бежунчани — західно-слов'янське плем'я, входило в союз лужицьких сербів. Плем'я бежунчани жило на кордоні сучасної Німеччини, Польщі і Чехії, в районі міста Зґожелець. Сусідами бежунчан були слов'янські племена мільчани, лужичани і дядошани. Землі племені бежунчани були захоплені саксами. Плем'я бежунчани було частково онімечено і ополячено. На територіях бежунчан збереглися городища і кургани. Згадуються Баварським географом.